# Noël Mitrani
Noël Mitrani, (11 de  noviembre de 1969, Toronto, Ontario) es un director de cine y guionista canadiense. 

## Trayectoria
Nacido en Toronto, Ontario, de padres francés, vivió sus primeros años en Canadá, para trasladarse a París durante su adolescencia, donde estudió historia en la Sorbona y frecuentó la Cinemateca Francesa. 
En 1995, empezó a trabajar como periodista en varias revistas, y como guionista. En 1999, dirigió su primer cortometraje After Shave. Durante los siguientes años, dirigió varios cortometrajes que fueron exhibidos en diferentes festivales. 
En 2005, se trasladó a Montreal y dirigió su primer largometraje Sur la trace d'Igor Rizzi que se presentó a la 63.ª edición del Festival Internacional de Cine de Venecia. 
En 2009, dirigió su segundo largo en inglés, The Kate Logan Affair, protagonizada por la actriz estadounidense Alexis Bledel.

## Películas
- 2006: Sur la trace d'Igor Rizzi
- 2010: The Kate Logan Affair
- 2013: Le Militaire
- 2017: Après coup
- 2019: Cassy